# Monomorium manir
Monomorium manir är en myrart som beskrevs av Bolton 1987. Monomorium manir ingår i släktet Monomorium och familjen myror. Inga underarter finns listade i Catalogue of Life.